# Wolverlei (band)
Wolverlei is een Nederlandse folkband, opgericht in 1977 en gestopt in 1981. De band wordt bekend door de ingetogen interpretatie van Nederlandse traditionele liederen en volksmuziek. Snaarinstrumenten en viool spelen een hoofdrol in de muziek van Wolverlei.
In 1977 beginnen de Utrechters Kees van der Poel (ex-Pitchwheel, ex-Wargaren) en Frans Smulders (ex-Bloemoen) met de band. Jurek Willig (ex-Wargaren) voegt zich snel daarna bij de band, maar verlaat Wolverlei alweer in 1978. Zijn plaats wordt ingenomen door Rens van der Zalm (ex-Fungus). In hetzelfde jaar verschijnt de eerste titelloze lp. Een groot gedeelte van de lp is gebaseerd op materiaal uit het Nederlands Volksliederenarchief van Ate Doornbosch.
In 1980 wordt de band verder uitgebreid met toestenist/violist Marten Scheffer. Een jaar later verschijnt de lp Wind Tegen. In dat jaar (1981) besluit de band ook te stoppen. Achteraf worden beide albums van Wolverlei vaak gezien als hoogtepunt van de Nederlandse folkmuziek.

## Bezetting
De band bestond uit:
- Frans Smulders: gitaar en zang
- Jurek Willig: gitaar en zang
- Kees van der Poel: gitaar en zang
- Marten Scheffer: gitaar, toetsinstrumenten en viool
- Rens van der Zalm: gitaar en viool

## Discografie
- Wolverlei, 1978
- Wind Tegen, 1981